# СМАРТС
СМАРТС — инновационная инфраструктурная компания, создающая телекоммуникационные и IT-ресурсы для всех существующих и перспективных услуг связи.
Деятельность компании направлена на создание защищённой телекоммуникационной автодорожной инфраструктуры, которая включает в себя три составляющих: прокладку волоконно-оптических линий связи (далее — ВОЛС) вдоль дорог, разработку программно-аппаратного комплекса защиты линий связи посредством шифрования с использованием технологии квантового распределения ключей и объединение с его помощью ЦОДов в единую, географически распределённую доверенную инфраструктуру.
Создаваемая СМАРТС инфраструктура может стать основой для :
- построения интеллектуальных транспортных систем (ИТС) (с целью обеспечения транспортной безопасности и повышения эффективности перевозок и эксплуатации дорожного полотна);
- построения цифровой экономики и развития инновационных технологий (ВОЛС вдоль автодорог может стать опорной сетью для развития 5G, беспилотных технологий на транспорте, развития информатизации по всей территории страны);
- создания защищённой сети и инфраструктуры для системы «умный город», проектов в сфере безопасности, медицины, образования.

## История

### Основание компании
Компания создана в 1991 году как «Средневолжская межотраслевая научно-производственная предпринимательская ассоциация радиосвязь и телекоммуникационные системы». Предприятие занималось продажей автомобильных радиотелефонов системы «Алтай».
В 1994 году была преобразована в ЗАО (АОЗТ). 5 марта 2008 года состоялась регистрация смены типа общества из закрытого акционерного общества в открытое акционерное общество «Средневолжская межрегиональная ассоциация радиотелекоммуникационных систем (СМАРТС)».
21 октября 2015 года, Геннадий Кирюшин заявил, что СМАРТС меняет род деятельности и будет заниматься строительством ВОЛС на магистральных дорогах Росавтодора. При этом — он подчеркнул, что до конца 2015 года, компания СМАРТС избавится от оставшихся сотовых активов.

### Развитие сети GSM
В феврале 1995 года СМАРТС получает лицензию на оказание услуг связи стандарта GSM в Самарской области. Компания вкладывает в развитие сети практически все имеющиеся средства, прекращая заниматься продажей и обслуживанием радиотелефонов, и уже в апреле 1996 года СМАРТС начал предоставлять услуги сотовой связи в стандарте GSM в Самарской области, став одним из первых операторов GSM в России.
В 1997 году начинается коммерческая эксплуатация сети в первом за пределами Самарской области филиале компании в Ивановской области. В 2002 году оператор запускает в коммерческую эксплуатацию сети в Саратовской области, а также республиках Татарстан и Мордовия. В 2003 в коммерческую эксплуатацию запущены сети в республиках Башкортостан, Калмыкия, Чувашия и Марий Эл. Последней, в 2004 году, была запущена в коммерческую эксплуатацию сеть в Ульяновской области.
Осенью 2007 года СМАРТС выиграл конкурс (№ 11-РЧ/2007) на получение лицензий на оказание услуг сотовой связи стандарта GSM-1800 в Кабардино-Балкарской Республике. Позже лицензия на данный регион была отозвана, так как оператор не смог построить сеть в установленные сроки.
Компания оказывала услуги сотовой связи в стандартах GSM-900 и GSM-1800, услуги местной телефонной связи, услуги передачи данных (CSD и GPRS), услуги передачи сообщений (SMS и MMS), услуги роуминга, услуги междугородной и международной связи, услуги предоставления в аренду каналов связи. Компания предоставляет такие дополнительные услуги как: автоматический определитель номера, запрет определения номера, конференц-связь, ожидание вызова, переадресация вызова, запрет вызова, удержание вызова, голосовая почта и ряд других. Кроме того, компания оказывала сопутствующие сервисные и телематические услуги.

### Развитие сети 4G (LTE)
В мае 2012 года СМАРТС, после серии тестовых испытаний, благополучно запустил первую опытную зону LTE. При этом, использовался диапазон GSM-1800. По словам ген. директора СМАРТСа — этот диапазон частот является самым перспективным, и в то же время безопасным. Запуск состоялся в Уфе.
В марте 2014 года СМАРТС подал заявку на получение LTE-лицензии в Самарской области.

### Дочерние компании
В 1997—1998 годах СМАРТС выступил одним из учредителей ЗАО «Волгоград-GSM», ЗАО «Ульяновск-GSM», ЗАО «Оренбург-GSM», ЗАО «Астрахань GSM», ЗАО «Пенза-GSM», ЗАО «Шупашкар-GSM» и ЗАО «Ярославль-GSM», которые оказывали услуги связи стандарта GSM в соответствующих регионах. По состоянию на 2001 год ЗАО «СМАРТС» владело следующими пакетами в этих компаниях: ЗАО «Волгоград-GSM» (50 %), ЗАО «Ульяновск-GSM» (40 %), ЗАО «Оренбург-GSM» (40 %), ЗАО «Астрахань GSM» (49 %), ЗАО «Пенза-GSM» (40 %), ЗАО «Шупашкар-GSM» (51 %) и ЗАО «Ярославль-GSM» (50 %). В 2003 году доли в компаниях «Астрахань GSM», «Ярославль-GSM», «Шупашкар GSM» были доведены до 100 %, доля в «Оренбург GSM» до 49 %. В 2004 году было доведена до 100 % доля в ЗАО «Пенза GSM»..
В 2003 году ЗАО «СМАРТС» приобрело краснодарского оператора «Телеком Евразия», который оказывал услуги подвижной связи в стандарте DAMPS и имело лицензию на оказание услуг в стандарте GSM. В 2004 году оператор ввёл в эксплуатацию сеть стандарта GSM в Краснодарском крае.
5 октября 2007 года компания объявила о продаже своего дочернего предприятия в Краснодарском крае ООО «Телеком Евразия» компании Tele2 («TELE2 Россия») за 24,5 млн долларов США. «Телеком Евразия» была создана 2 июня 1999 года и на 1 октября 2007 года имела около 32 тыс. абонентов в регионе и лицензию на оказание услуг связи стандарта GSM-1800.
Летом 2008 года, СМАРТС продал Волгателекому 40 % акций ЗАО «Ульяновск GSM», которое оказывало услуги сотовой связи в Ульяновской области под брендом «СМАРТС». Таким образом, Волгателеком консолидировал 100 % ЗАО «Ульяновск GSM».
В июле 2011 года ОАО «Ростелеком» получило разрешение от ФАС на приобретение долей ОАО «СМАРТС» в ЗАО «Волгоград GSM» и ЗАО «Оренбург GSM»,а в начале августа 2011 года совет директоров «Ростелекома» одобрил сделку. 1 сентября 2011 года Ростелеком закрыл сделку по приобретению акций «Волгоград-GSM», увеличив свою долю до 100 %, сумма сделки составила $80 млн.. Также 1 сентября 2011 года «Оренбург-GSM» перешёл под полный контроль Ростелекома, который заплатил за пакет СМАРТС $4 млн.
В конце 2012 года ФАС одобрила ходатайство Ростелекома о приобретении 100 % акций дочерней компании СМАРТС — «Астрахань-GSM», но сделка так и не была совершена.
12 июля 2013 года дочерняя компания ЗАО «СМАРТС-Казань» была продана компании «Таттелеком». Сумма сделки не разглашается, но аналитики оценивают её в 22-30 млн долларов.
В октябре 2013 года ФАС одобрила продажу Таттелекому ещё двух дочерних компаний СМАРТСа — ЗАО «СМАРТС-Уфа» и ЗАО «Шупашкар-GSM», но сделки так и не были совершены.
В январе 2014 года ФАС одобрила ходатайство МегаФона о покупке ЗАО «СМАРТС-Волгоград» (эта компания не оказывала услуг связи, но владела рядом частот). 18 февраля 2014 года МегаФон сообщил о приобретении компании «СМАРТС-Волгоград» у «СМАРТСа». Сумма сделки составила 46 млн руб., приобретено было 100 % акций компании.
18 и 19 ноября 2014 года Федеральная антимонопольная служба одобрила ходатайства «Вымпелкома» о приобретении 100 % голосующих акций трёх «дочек» поволжского сотового холдинга СМАРТС: ЗАО «Шупашкар-GSM» (Республика Чувашия), ЗАО «Астрахань-GSM» и ЗАО «Ярославль-GSM».
24 ноября стало известно о подготовке к продаже ЗАО «Пенза-GSM».
4 декабря 2014 года стало известно о намерении продать ЗАО «СМАРТС-Уфа» компании МТС.
5 декабря 2014 года ФАС одобрила компании МТС покупку ЗАО «Пенза-GSM» и ЗАО «СМАРТС-Иваново»..
30 декабря 2014 года Оператор МТС объявил о том, что его дочерняя компания «Телеком Поволжье» закрыла сделку по приобретению трёх региональных активов Группы компаний «СМАРТС»: ЗАО «Пенза-GSM», ЗАО «СМАРТС-Иваново», ЗАО «СМАРТС-Уфа». Стоимость сделки составила 3,13 миллиарда рублей с учётом чистого долга.
В мае 2015 года ФАС России одобрила ходатайство ОАО «МегаФон» о покупке ЗАО «Ярославль GSM», ЗАО «Астрахань GSM», АО «СМАРТС-Самара» и ЗАО «СМАРТС — Чебоксары». В августе 2015 года сделки были совершены.
9 июля 2015 года ФАС России одобрила ходатайства «Вымпелкома» о приобретении 100 % акций ЗАО «СМАРТС-Элиста», владеющего лицензией на GSM-частоты в диапазоне 1800 МГц.
27 июля 2015 года ФАС России одобрила ходатайства «Вымпелкома» о приобретении 100 % акций АО «СМАРТС-Саратов»
19 августа 2015 года Геннадий Кирюшин заявил о том, что намерен выйти из бизнеса до конца 2015 года
В сентябре 2015 года в СМИ появилась информация о том, что СМАРТС ведёт переговоры с Tele2, которой он намерен продать оставшиеся активы (АО «СМАРТС-Ульяновск», АО «СМАРТС-Саранск» и АО «СМАРТС-Йошкар-Ола»).
14 октября 2015 года ФАС России одобрила ходатайство ПАО Вымпелком о покупке 100 % акций АО «СМАРТС — Астрахань», не оказывающую услуги, но владеющую рядом частот
27 ноября 2015 года ПАО Вымпелком приобрёл 100 % акций АО «СМАРТС — Астрахань» и АО «СМАРТС — Саратов»
В сентябре 2016 года МТС приобрела актив в Йошкар-Оле.
1 марта 2017 года «Мегафон» сообщил о приобретении трёх поволжских сотовых операторов, входивших в группу СМАРТС: «СМАРТС-Ульяновск», «СМАРТС-Пенза» и «СМАРТС-Саранск» (работала в Мордовии). На этом распродажа сотовых активов СМАРТС полностью завершена.

### Корпоративный конфликт
В 2005—2011 годах компания стала ареной ожесточённого корпоративного конфликта с группой «Сигма»; владельцы СМАРТСа называли это противостояние рейдерской атакой.
В преддверии Первичного публичного предложения (IPO) Геннадий Кирюшин планировал выкупить акции у имеющихся миноритариев. В качестве партнёра для этого была выбрана компания Marshall Capital Partners Константина Малофеева. Однако отношения партнёров испортились. По версии Геннадия Кирюшина — Marshall Capital Partners не выкупила акции у миноритариев в срок и он решил сделать это самостоятельно, используя кипрскую офшорную компанию. По версии Константина Малофеева, наоборот, Геннадий Кирюшин прекратил исполнять свои обязательства. К этому времени Marshall Capital Partners получила 0,125 % акций (путём сделки обмена на картину одного из учеников Айвазовского), которые в некоторых обстоятельствах для ЗАО дают право преимущественного выкупа акций. В результате конфликта Малофеев продал Marshall Capital Partners Павлу Свирскому, и компания изменила название на Sigma Capital Partners. Кирюшин (через не имеющий акций СМАРТСа офшор) выкупил акции у других миноритариев, а Sigma заявила о своём преимущественном праве покупки этих акций. В дальнейшем последовала серия судебных разбирательств, где Геннадию Кирюшину удалось добиться признания сделки обмена ничтожной.
Однако для того, чтобы самостоятельно выкупить акции миноритариев через свою офшорную компания, Кирюшин взял кредит в ВЭБе. «Сигма» выкупила право требования по этому кредиту на полученные через цепочку фирм-однодневок средства «МБРР» (который затем переименовали в МТС-банк), входящего в «АФК Система» (также контролирует конкурента «СМАРТС» — оператора «МТС», и разработчика биллинговой системы дочерних компаний «СМАРТС» — «Восточный Ветер») и пыталась взыскать заложенные акции, однако неудачно.
Затем Свирский продал «Сигму» бизнесмену Леониду Маевскому, которому удалось уладить конфликт и вместе с Геннадием Кирюшиным провести переговоры о продаже «СМАРТС» холдингу Связьинвест. Однако в марте 2010 года «АФК Система» попыталась взыскать с «Сигмы» выданные на покупку требований на акции «СМАРТС» деньги, что сорвало продажу «СМАРТС».
Корпоративный конфликт препятствовал смене организационно-правовой формы компании с ЗАО на ОАО, что стало одной из причин отказа компании от планов IPO.

## Собственники и руководство
С 9 июня 2023 на должность Президента АО «СМАРТС» назначен Давыдов Станислав Андреевич.
Бенефециарными владельцами на май 2022 года являются Геннадий Кирюшин и Юлия Кирюшина.
Президентом компании с 1 апреля 2022 года является Тимур Валеев. Он сменил на этой должности Андрея Иванова, занимавшего пост президента СМАРТС с 16 апреля 2020 г.
Генеральным директором компании с сентября 2015 года по май 2022 года была Елена Бибикова. Елена Бибикова сменила на этой должности Константина Кирюшина, который занимал пост генерального директора СМАРТС с 1 апреля 2014 года до 1 сентября 2015 года. Его предшественником на должности генерального директора был Александр Курочкин, занимавший пост с 1 февраля 2012 до апреля 2014 года. С марта 2010 до февраля 2012 года и с 2006 до июля 2009 года генеральным директором СМАРТС был Андрей Гирев.
Со времён основания до июня 2006 года должность генерального директора занимал основатель и основной бенефициар компании, заслуженный связист РФ, к.т. н. Геннадий Кирюшин.

## Продажа активов
В СМИ неоднократно публиковались сообщения о возможной продаже акционерами «СМАРТС» акций компании. СМАРТС интересен другим компаниям благодаря существенной абонентской базе и лицензиями на оказание услуг связи в регионах Поволжского, Волго-Вятского, Центрального и Уральского районов.

### Продажа «Вымпелкому»
В 2005 году СМАРТС объявил о приёме заявок на покупку доли в компании размером «до блокирующей», а Вымпелком заявлял об интересе к покупке 100 % акций оператора. Стоимость сделки оценивалась аналитиками $650-700 млн, а мотивы «Вымпелкома» — радикальное сокращение отрыва от МТС по абонентской базе и присоединение конкурента в ключевом для себя поволжском регионе. Однако, договорённости о продаже компании так и не были достигнуты.
Второй раз, уже в 2007 году сообщалось о желании «Вымпелкома» приобрести «СМАРТС» за сумму от $550 млн до $750 млн.
В ноябре 2014 года в Ярославской и Астраханской областях завершилась реорганизация филиалов ОАО СМАРТС в форме их продажи ОАО «Вымпелком». Данная сделка не состоялась, так как стороны не сошлись в цене.
27 ноября 2015 года Вымпелком купил активы СМАРТС в Саратовской и Астраханской областях (АО «СМАРТС-Астрахань»).

### Продажа «МегаФону»
В 2015 году компания «МегаФон» купила четыре дочерних предприятия поволжской группы СМАРТС: сотовых операторов АО «СМАРТС-Самара», ЗАО «СМАРТС-Чебоксары» (Республика Чувашия), ЗАО «Астрахань-GSM» и ЗАО «Ярославль-GSM». В мае 2016 года в Самарской области, дочерняя компания АО «Мобиком Волга — МегаФон», расторгла договоры с терминалами для оплаты номеров «СМАРТС», что привело к невозможности пополнения счёта, вынуждая абонентов «СМАРТС-Самара» писать заявления на обслуживание номеров в «МегаФон». Та же участь постигла и абонентов ЗАО «Ярославль-GSM», для которых был закрыт доступ к пополнению счёта сначала через терминалы, а позже, с начала июня, через банкоматы Сбербанка. 1 марта 2017 года «Мегафон» сообщил о приобретении трёх поволжских сотовых операторов, входивших в группу СМАРТС: «СМАРТС-Ульяновск», «СМАРТС-Пенза» и «СМАРТС-Саранск» (работала в Мордовии). На этом распродажа активов СМАРТС полностью завершена.

### Продажа «МТС»
В 1998—2002 году владельцы СМАРТСа несколько раз вели переговоры о продаже компании с МТС, у которой в тот момент не было лицензий на территорию работы СМАРТС, компания оценивалась изначально в $40–80 млн, однако договориться о цене так и не удалось.
В 2008 году в роли потенциального покупателя поволжского оператора сотовой связи выступали «Мобильные ТелеСистемы» (сумма сделки оценивалась в $1 млрд), которое даже обращались с ходатайством в ФАС о покупке, но все эти сделки не состоялись по причине начавшегося мирового экономического кризиса.
В конце декабря 2014 года оператору МТС были проданы: ЗАО «Пенза-GSM», ЗАО «СМАРТС-Иваново» и ЗАО «СМАРТС-Уфа». Стоимость сделки составила 3,13 миллиарда рублей с учётом чистого долга.
В сентябре 2016 года МТС приобрела актив в Йошкар-Оле. Сумма сделки по продаже «СМАРТС — Йошкар-Ола» составила 41 млн руб., включая сумму чистого долга.

### Переговоры о продаже «Связьинвест»
В конце 2007 года было достигнуто соглашение о продаже акций СМАРТСа Вымпелкому, сумма которой, по оценкам экспертов составила $500–500 млн. Поскольку СМАРТС в тот момент был закрытым акционерным обществом, согласно требованиям законодательства, остальным акционерам была выставлена оферта на покупку акций по той же цене. Однако, ВолгаТелеком, владевший чуть менее, чем 3 % акций, неожиданно для других участников сделки принял оферту. Затем совет директоров СМАРТСа принимает решение о созыве внеочередного собрания акционеров, на котором принимается решение об изменении организационно-правовой формы юридического лица СМАРТС с закрытого акционерного общества на открытое (для ОАО не предусматривается приоритетное право выкупа для акционеров). Волгателеком посчитал эти действия нарушением своих прав, однако после серии судебных разбирательств, так и не смог добиться продажи акций СМАРТСа.
В начале 2010 года планировалась сделка по продаже 97 % акций «СМАРТСа» госхолдингу «Связьинвест», что привело к временному примирению сторон корпоративного конфликта. Однако, «Связьинвест» в итоге отказался от сделки по одним данным, после того, как претензии на пакет «Сигмы» заявила АФК «Система», по другим данным, стороны не договорились о цене.

### Продажа «Ростелекому» и аффилированным с ним компаниям
Летом 2008 года, СМАРТС продал Волгателекому 40 % акций ЗАО «Ульяновск GSM», которое оказывало услуги сотовой связи в Ульяновской области под брендом «СМАРТС». Таким образом, Волгателеком консолидировал 100 % ЗАО «Ульяновск GSM».
До 1 сентября 2011 года «Ростелеком» владел 50 % акций ЗАО «Волгоград-GSM» и 40 % акций в ЗАО «Оренбург GSM». Остальные акции принадлежали компании СМАРТС.
1 сентября 2011 года «Ростелеком» довёл свою долю в ЗАО «Волгоград-GSM» и ЗАО «Оренбург GSM» до 100 % акций, полностью выкупив оставшиеся 50 % в ЗАО «Волгоград-GSM» и 60 % в ЗАО «Оренбург GSM» у СМАРТС. В 2015 году эти активы перешли к Tele2 Россия.

### Переговоры о продаже Tele2
Начиная с 2005 года велись переговоры о продаже СМАРТСа компании Tele2, или об объединении активов. Однако, сторонам так и не удалось договориться, — по данным СМИ причинами могла быть высокая цена, корпоративный конфликт или жёсткие условия со стороны Геннадия Кирюшина.
5 октября 2007 года компания объявила о продаже своего дочернего предприятия в Краснодарском крае ООО «Телеком Евразия» компании Tele2 за 24,5 млн долларов США.
В мае 2011 года Tele2 сделала предложение акционерам СМАРТС о покупке 97 % компании за $390 млн, в процессе переговоров Tele2 увеличивала своё предложение до $430 млн. Однако, в конце июля 2011 года стало известно, что компания Tele2 отозвала оферту на выкуп 97 % оператора СМАРТС, посчитав сделку слишком рискованной из-за продолжающегося конфликта акционеров СМАРТС. При этом руководство СМАРТС не считало, что Tele2 окончательно отказалась от идеи приобретения оператора, переговорный процесс продолжался.

### Переговоры о продаже ZTE
В конце 2005 — начале 2006 года акционеры СМАРТС вели переговоры о продаже 97 % акций оператора китайской компании ZTE. Акционеры СМАРТС оценивали свой пакет в $900 млн, ZTE — в $600 млн. Стороны рассматривали разные варианты сделки, но в результате так и не сошлись в цене.
- Ульяновская область (АО «СМАРТС-Ульяновск») — продана компании МегаФон;
- Республика Мордовия (АО «СМАРТС-Саранск») — продана компании МегаФон;
- Пензенская область (АО «СМАРТС-Пенза») (не построенная сеть, только лицензия) — продана компании МегаФон;
- Республика Марий Эл (АО «СМАРТС-Йошкар-Ола») — продана компании МТС;[65]
- Астраханская область (АО «СМАРТС-Астрахань») (не построенная сеть, только лицензия) — продана компании билайн;
- Саратовская область (АО «СМАРТС-Саратов») — продана компании билайн;
- Самарская область (АО «СМАРТС-Самара») — продана компании МегаФон;
- Астраханская область (ЗАО «Астрахань GSM») — продана компании МегаФон;
- Республика Чувашия (ЗАО «СМАРТС-Чебоксары») — продана компании МегаФон;
- Ярославская область (ЗАО «Ярославль-GSM») — продана компании МегаФон;
- Республика Калмыкия (АО «СМАРТС-Элиста») (не построенная сеть, только лицензия) — продана компании билайн;
- Ивановская область (АО «СМАРТС-Иваново») — продана компании МТС;
- Пензенская область (АО «Пенза-GSM») — продана компании МТС;
- Республика Башкортостан (АО «СМАРТС-Уфа») — продана компании МТС;
- Волгоградская область (ЗАО «СМАРТС-Волгоград») (не построенная сеть, только лицензия) — продана компании МегаФон;
- Республика Татарстан (ЗАО «СМАРТС-Казань GSM») — продана компании Таттелеком;
- Оренбургская область (ЗАО «Оренбург-GSM») — продана компании Ростелеком (ныне — собственность t2);
- Волгоградская область (ЗАО «Волгоград GSM») — продана компании Ростелеком (ныне — собственность t2);
- Ульяновская область (ЗАО «Ульяновск GSM») — продана компании Волгателеком (ныне — собственность t2);
- Краснодарский край (ООО «Телеком Евразия») — продана компании Tele2 (ныне — собственность t2).

Средства, полученные от продажи сотовых активов, АО «СМАРТС» пускает на развитие новых проектов.

## Проекты, реализацией которых занимается СМАРТС в настоящее время
- Построение телекоммуникационной инфраструктуры по уникальной технологии на основе ВОЛС. Проект «Создание автодорожных телекоммуникационных сетей» инициирован в 2007 г., в 2014 г одобрен Наблюдательным советом «Агентства стратегических инициатив» под председательством В. В. Путина (протокол заседания от 08.04.2014 № 1).
- Создание системы управления географически распределёнными ЦОДами, включая виртуализацию ресурсов и использование квантовых технологий для защиты линий связи (совместный проект АО «СМАРТС» и университета ИТМО при поддержке Минобрнауки РФ, договор 03.G25.31.0229 от 03.03.17 г).
- Организация мелкосерийного производства квантовых криптошлюзов с целью построения системы квантовой рассылки ключей, совместимой с линиями связи телекоммуникационного стандарта предприятием ООО «Кванттелеком», входящим в ГК «СМАРТС».

### Проект «Создание автодорожных телекоммуникационных сетей»
На сегодняшний день в России отсутствует общедоступная, разветвлённая телекоммуникационная инфраструктура, что является сдерживающим фактором для внедрения новых технологий и решения задачи цифровизации экономики.
Мировой опыт показал, что наиболее эффективным является развитие магистральных линий связи в существующей автодорожной инфраструктуре. Подобные технологии на протяжении многих лет используются в передовых странах Европы (Швеция, Великобритания, Ирландия, Дания и др.), США, в азиатских и других странах. В России этот способ строительства пока не используется.
Проект АО «СМАРТС» «Создание автодорожных телекоммуникационных сетей» предусматривает построение разветвлённой общедоступной волоконно-оптической инфраструктуры региональных и магистральных сетей связи на основе транспортной многоканальной коммуникации (ТМК) в обочине автомобильных дорог.
Цель проекта — создание разветвлённой телекоммуникационной инфраструктуры для всеобъемлющей цифровой системы, учитывающей предстоящие глобальные технологические изменения.
Технология строительства
Строительство ведётся в соответствии с Рекомендациями Международного союза электросвязи (МСЭ-Т L.48,L.49, L 83и др.) путём разработки в обочине дороги минитраншеи шириной 5-10 см и глубиной 30-60 см с укладкой в неё пакета микротрубок, в которые прокладываются оптические кабели ёмкостью от 8 до 288 волокон.
За время реализации проекта компанией «СМАРТС» наработаны специальные технические условия и предложения по корректировке более 12 нормативно-правовых актов.
Установка кабельных колодцев производится без применения специальной техники через ≈ 1 км трассы и на всех ответвлениях дорог, что позволит иметь легкодоступные точки присоединения для подключения базовых станций сотовых операторов, местных Интернет-провайдеров, местных органов власти и предприятий к телекоммуникационной инфраструктуре. Такой подход к строительству позволит в случае необходимости с минимальными затратами менять кабели с малым количеством волокон на кабели с большим количеством волокон.
За смену одной бригадой прокладывается до 3-х км трассы в неукреплённой обочине (в укреплённой обочине — 1 км) без остановки дорожного движения. Технология позволяет эффективно и быстро строить большие участки ВОЛС, взаимодействуя только с одним контрагентом — владельцем дороги.
Основные преимущества проекта:
• В 2-3 раза снижаются затраты на проектирование, строительство и эксплуатацию ВОЛС в пересчёте на 1 км ОВ, во столько же раз повышается скорость строительства;
• Себестоимость строительства 1 км:1 млн руб. в грунтовой обочине с прокладкой пакета из 6-ти микротрубок и кабеля 144 ОВ, до 2 млн руб. — в твёрдой обочине с прокладкой пакета из 12-ти микротрубок и оптического кабеля 144 ОВ и восстановлением дорожного покрытия;
• В 2-3 раза снижается стоимость ОВ для потребителей;
• Возможность наращивания пропускной способности ЛС в будущем без проведения земляных работ;
• Экономия земельных ресурсов: 5-10 см обочины дороги вместо 4 м земельных ресурсов за счёт наличия охранных зон;
• На порядок увеличивается надёжность сети (коэффициент готовности сети 99,999) за счёт исключения большинства дестабилизирующих факторов и возможности круглогодичного и круглосуточного обслуживания;
• На порядок снижается количество дестабилизирующих факторов на ВОЛС (практически отсутствует).
Объёмные показатели проекта
Проект предусматривает строительство Интеллектуальной Транспортной Системы (ИТС) и магистральных волоконно-оптических линий связи в обочине автомобильных дорог Российской Федерации общей протяжённостью ≈ 150 тыс. км, в том числе, около 40 тыс. км на федеральных трассах в 72 субъектах Российской Федерации из существующих 85.
Срок реализации проекта по всей территории РФ 7 лет. Необходимый объём инвестиций — ориентировочно 250 млрд рублей.
Проект «СМАРТС» является эффективным коммерческим проектом, не требующим государственного участия. При этом, реализация проекта предприятием, представляющим частный бизнес, создаёт условия для качественного роста экономики сектора ИКТ и повышения вовлечённости граждан и бизнеса в процесс цифровизации, развития нового бизнеса инноваций «не фискального характера».
Пул потенциальных инвесторов проекта на текущий момент составляет: «Внешэкономбанк», «Сбербанк», «Финансовая Корпорация Открытие», «Промсвязьбанк», «Россельхозбанк», «Бинбанк», Корпорация МСП, «Альфа-банк», банк «Глобэкс», Российский Фонд Прямых Инвестиций (РФПИ).
Реализация проекта в Самарской области
Схема проекта на территории Самарской области охватывает 10 городских округов и 27 муниципальных районов. Общая длина трассы между узлами доступа административных муниципальных образований Самарской области составит 1 657 км.
Пропускная способность построенной ТМК СМАРТС, состоящей из 6 микротрубок, может составить до 3 Петабит/с (3×109 Мбит/с) (суммарная потребность в пропускной способности сети передачи данных для работы обзорных видеокамер, установленных на автодорогах области, видеокамер для контроля за мостами, фото-видеофиксации нарушений ПДД и Интернет трафика от домовладений в сельской местности в Самарской области оценивается в размере от 0,416×106 Мбит/сдо 1,98×106 Мбит/с).
Таким образом, реализация проекта полностью обеспечит текущие потребности в ресурсах высокоскоростных каналов передачи данных и создаст большой задел для внедрения перспективных технологий.

### Проект «Создание системы управления географически распределёнными ЦОДами»
АО «СМАРТС» совместно с университетом ИТМО при поддержке Правительства России реализуют проект «Создание системы управления географически распределёнными центрами обработки данных, включая виртуализацию ресурсов и использование квантовых технологий защиты линий связи» (Минобрнауки РФ, договор 03.G25.31.0229 от 03.03.17 г).
Цель проекта — создание системы интегрированного управления масштабируемых географически распределённых центров обработки и хранения данных, каналы связи которых защищены квантовыми технологиями.
В рамках проекта строится пилотная зона из трёх ЦОДов, объединённых линиями связи с применением передачи ключей квантового шифрования данных на физическом уровне по оптическим волокнам создаваемой телекоммуникационной инфраструктуры, обеспечивающей надёжность передачи информации.
Разработка системы управления нового поколения обеспечивает виртуализацию всех ресурсов подключённых географически распределённых ЦОДов, предоставление пользователям множества услуг через «единое окно», мониторинг всей инженерной инфраструктуры ЦОДов, управление каналами связи, передачу квантовых ключей шифрования.
Система управления решает задачи по импортозамещению и оптимизации ресурсов обработки и хранения информации с возможностью последующего экспорта.
Ключевые характеристики разрабатываемой системы:
- Управление географически распределёнными ЦОДами, включаявиртуализацию ресурсов (памяти, линий связи, вычислительной мощности, инженерной инфраструктуры)с использованием квантовых технологий для защиты линий связи;
- Новые подходы к управлению большими объёмами данных и созданию облачных сервисов на основе Openstack (комплекс свободного ПО для создания инфраструктурных облачных сервисов и хранилищ);
- Виртуальная программно-конфигурируемая система хранения данных и управления вычислительными ресурсами ЦОД и транспортной сети для распределённой инфраструктуры памятью более 1 эксабайт (1018 байт);
- Принцип квантовой коммуникации на боковых частотах модулированного излучения;
- Возможность организации доверенной среды на базе географически распределённой инфраструктуры.

### Организация мелкосерийного производства квантовых криптошлюзов с целью построения системы квантовой рассылки ключей, совместимой с линиями связи телекоммуникационного стандарта
Учитывая рост числа кибер-преступлений в отношении персональных данных и атак на критические инфраструктуры, повышаются требования к безопасности инфраструктуры систем хранения и обработки данных.
Идея квантовой криптографии — передача информации таким образом, чтобы её нельзя было перехватить, так как взлом системы противоречит законам физики.
Ключевая информация передаётся с помощью потока одиночных фотонов, которые нельзя разделить, скопировать или незаметно отвести в сторону. Смена криптографических квантовых ключей шифрования происходит свыше 10 раз в секунду, что обеспечивает невозможность перехвата информации на физическом уровне.
Преимущества технологии квантового шифрования:
- наивысший уровень безопасности передачи данных;
- безопасность, неограниченная по времени;
- возможность передачи криптографических ключей по линии связи;
- гарантированное обнаружение попытки вторжения.

Передающее и принимающее устройства соединяются тремя каналами: первым — квантовым для передачи квантовых сигналов («ключей») по отдельному оптоволокну, вторым — синхронизационным для синхронизации блоков и третьим — открытым для обмена информацией, используемой в процессе генерации просеянных кодирующих последовательностей и для обмена закодированными сообщениями. Тип открытого канала не регламентируется, это может быть Интернет.
Система работает по принципу квантовой коммуникации на боковых частотах модулированного излучения, который имеет ряд преимуществ:
- дальность передачи выше, чем у коммерческих аналогов, стабильность схемы не зависит от дальности;
- схема устойчива к внешним воздействиям на волокно (нагрев, изгиб, вибрации);
- совместимость со стандартными волокнами Corning SMF-28e и др., не нужно прокладывать новые линии;
- возможность увеличения числа пользователей и скорости за счёт частотного мультиплексирования в одном волокне;
- система разработана и производится в России.

Лидерские компетенции в этой области, основанные на сильной квантовой математике и исследовательской базе, готовых образцах квантовой криптографии, демонстрируют Университет ИТМО и ООО «Кванттелеком».
Шифрование обеспечивается специальными устройствами квантовой рассылки криптографических ключей. Мелкосерийное производство квантовых криптошлюзов с целью построения системы квантовой рассылки ключей, совместимой с линиями связи телекоммуникационного стандарта организовано на базе ООО «Кванттелеком» (учредитель — ООО «Квантовые коммуникации», одним из учредителей которого, в свою очередь, является ИТМО). АО «СМАРТС» имеет 51 % в указанной компании

### Эффект от реализации проектов СМАРТС
Реализация проектов СМАРТС может стать основой для:
- создания устойчивой и безопасной информационно-телекоммуникационной инфраструктуры экономики России с высоким уровнем «цифровизации» практически всех отраслей;
- построения Российской защищённой телекоммуникационной экосистемы, полной технологической независимости от зарубежных корпораций-монополистов в сегментах государственных и корпоративных пользователей;
- превращения Российской Федерации в один из мировых центров хранения, обработки, передачи и надёжной защиты информационных массивов (BIG DATA).

Кроме этого, проект естественным образом решает задачи:
- построения интеллектуальных транспортных сетей (ИТС) для обеспечения транспортной безопасности;
- цифровизации в сфере безопасности, медицины, дистанционного образования;
- внедрения автобеспилотного транспорта, интернета вещей (IoT), 5G, нейронных сетей и т. д.
- устранения «цифрового неравенства» по обеспечению доступа к сети Интернет в сельской местности и удалённых районах;
- организации короткого маршрута транзитного трафика по ВОЛС с минимальной задержкой между Европой и Азией.

Результатом реализации станет наличие широкого спектра возможностей использования информационных и телекоммуникационных технологий в производственных, научных, образовательных и социальных целях. Эти возможности будут доступны для любого жителя вне зависимости от его места жительства.
Проект СМАРТС является межведомственным, так как с его помощью будет внедрена новая идеология транспортной многоканальной коммуникации (ТМК) в интересах различных государственных структур и бизнес-сообщества (автодорожная отрасль, операторы связи, силовые структуры, банковская сфера и др.).
Появится возможность внедрения практики свободного доступа к ТМК, будет обеспечен недискриминационный доступ к инфраструктуре, сняты излишние административные барьеры. Будут созданы условия для свободной конкуренции и формирования рынка оптического волокна, снижены цены на аренду и покупку волокон.